# Carentoir

Carentoir este o comună în departamentul Morbihan, Franța. În 1 ianuarie 2016 avea o populație de 3.288 de locuitori.